# Lista dos maiores bancos

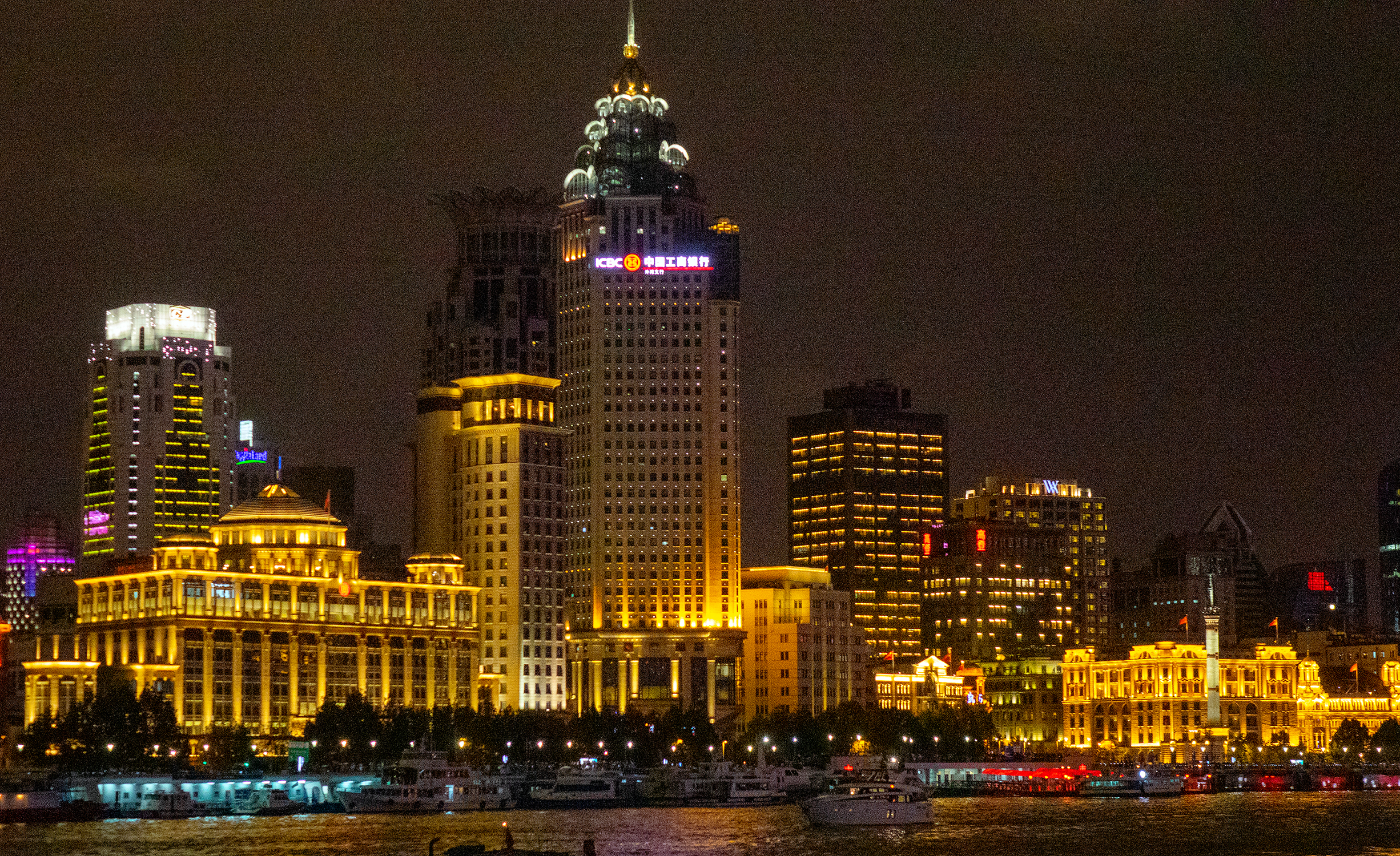
O edifício do ICBC no Bund, Xangai.

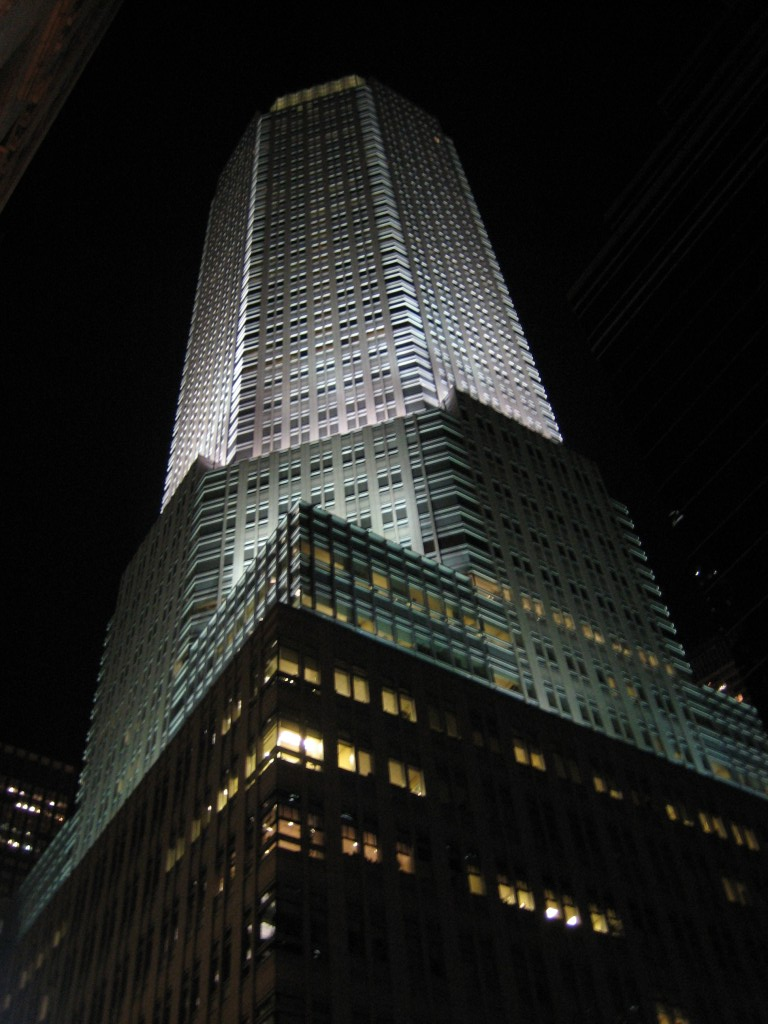
O edifício JPMorgan Chase em Nova York.

A seguir estão as listas dos maiores bancos do mundo, medidos pelo total de ativos.  

## Por total de ativos
A lista é baseada no relatório S&P Global Market Intelligence de abril de 2021 dos 100 maiores bancos do mundo.   A classificação foi baseada nos ativos relatados e não foi ajustada para diferentes tratamentos contábeis.  O tratamento contábil afeta os ativos relatados: por exemplo, os Estados Unidos usam o US GAAP (em oposição ao IFRS), que relata apenas a posição líquida de derivativos na maioria dos casos, fazendo com que os bancos dos EUA tenham menos ativos de derivativos do que os bancos não americanos comparáveis.  Se o JPMorgan Chase reportasse de acordo com o IFRS, seria classificado em 2º lugar na lista a Desde 2021, em vez de 5º.  
| Classificação | Nome do banco                                   | Total de ativos (2021) (US$ bilhões) |
| ------------- | ----------------------------------------------- | ------------------------------------ |
| 1             | Industrial and Commercial Bank of China Limited | 5,866.00                             |
| 2             | China Construction Bank                         | 4,532.05                             |
| 3             | Agricultural Bank of China                      | 4,354.56                             |
| 4             | Bank of China                                   | 4,113.36                             |
| 5             | JPMorgan Chase                                  | 3,773.88                             |
| 6             | Mitsubishi UFJ Financial Group                  | 3,737.31                             |
| 7             | HSBC                                            | 2,958.15                             |
| 8             | Bank of America                                 | 2,434.08                             |
| 9             | BNP Paribas                                     | 2,429.26                             |
| 10            | Crédit Agricole                                 | 2,256.72                             |
| 11            | Japan Post Bank                                 | 1,984.62                             |
| 12            | SMBC Group                                      | 1,954.78                             |
| 13            | Citigroup Inc.                                  | 1,951.16                             |
| 14            | Wells Fargo                                     | 1,927.56                             |
| 15            | Mizuho Financial Group                          | 1,874.89                             |
| 16            | Banco Santander                                 | 1,702.61                             |
| 17            | Société Générale                                | 1,522.05                             |
| 18            | Barclays                                        | 1,510.14                             |
| 19            | Groupe BPCE                                     | 1,501.59                             |
| 20            | Postal Savings Bank of China                    | 1,467.31                             |
| 21            | Deutsche Bank                                   | 1,456.26                             |
| 22            | Bank of Communications                          | 1,422.63                             |
| 23            | Goldman Sachs                                   | 1,200.00                             |
| 24            | Royal Bank of Canada                            | 1,116.31                             |
| 25            | Lloyds Banking Group                            | 1,104.42                             |
| 26            | Toronto-Dominion Bank                           | 1,102.04                             |
| 27            | China Merchants Bank                            | 1,065.25                             |
| 28            | Intesa Sanpaolo                                 | 1,057.82                             |
| 29            | Norinchukin Bank                                | 1,011.14                             |
| 30            | ING Group                                       | 1,000.72                             |
| 31            | Industrial Bank (China)                         | 976.79                               |
| 32            | Crédit Mutuel                                   | 976.14                               |
| 33            | UBS                                             | 972.18                               |
| 34            | UniCredit                                       | 960.21                               |
| 35            | China Minsheng Bank                             | 959.63                               |
| 36            | NatWest Group                                   | 957.60                               |
| 37            | Shanghai Pudong Development Bank                | 950.01                               |
| 38            | China CITIC Bank                                | 904.02                               |
| 39            | Morgan Stanley                                  | 895.43                               |
| 40            | Scotiabank                                      | 872.62                               |
| 41            | Credit Suisse                                   | 812.91                               |
| 42            | Bank of Montreal                                | 789.92                               |
| 43            | Banco Bilbao Vizcaya Argentaria                 | 782.16                               |
| 44            | Standard Chartered                              | 720.40                               |
| 45            | Commonwealth Bank                               | 688.40                               |
| 46            | China Everbright Bank                           | 679.81                               |
| 47            | Rabobank                                        | 662.77                               |
| 48            | Australia and New Zealand Banking Group         | 661.72                               |
| 49            | State Bank of India                             | 640.31                               |
| 50            | Nordea                                          | 622.66                               |
| 51            | Westpac                                         | 611.47                               |
| 52            | National Australia Bank                         | 571.34                               |
| 53            | Ping An Bank                                    | 565.72                               |
| 54            | Danske Bank                                     | 564.83                               |
| 55            | DZ Bank                                         | 561.54                               |
| 56            | U.S. Bancorp                                    | 553.90                               |
| 57            | Resona Holdings                                 | 549.51                               |
| 58            | Sumitomo Mitsui Trust Holdings                  | 509.28                               |
| 59            | Canadian Imperial Bank of Commerce              | 495.99                               |
| 60            | Sberbank of Russia                              | 482.53                               |
| 61            | Shinhan Bank                                    | 478.50                               |
| 62            | Commerzbank                                     | 478.40                               |
| 63            | Truist Financial Corp                           | 473.08                               |
| 64            | KB Financial Group Inc                          | 449.15                               |
| 65            | CaixaBank                                       | 439.25                               |
| 66            | DBS Bank                                        | 430.45                               |
| 67            | Nomura Holdings                                 | 425.50                               |
| 68            | Huaxia Bank                                     | 422.74                               |
| 69            | ABN AMRO                                        | 420.89                               |
| 70            | Banco do Brasil                                 | 416.03                               |
| 71            | PNC Financial Services                          | 410.30                               |
| 72            | Itaú Unibanco                                   | 407.37                               |
| 73            | Capital One                                     | 390.37                               |
| 74            | The Bank of New York Mellon                     | 381.51                               |
| 75            | Bank of Beijing                                 | 374.97                               |
| 76            | Nonghyup Bank                                   | 369.92                               |
| 77            | OCBC Bank                                       | 365.57                               |
| 78            | Hana Financial Group                            | 365.10                               |
| 79            | Banco Bradesco                                  | 345.21                               |
| 80            | China Guangfa Bank                              | 343.26                               |
| 81            | Handelsbanken                                   | 328.59                               |
| 82            | KBC Bank                                        | 327.87                               |
| 83            | Caixa Econômica Federal                         | 321.68                               |
| 84            | DNB ASA                                         | 317.75                               |
| 85            | State Street Corporation                        | 314.71                               |
| 86            | Woori Bank                                      | 313.54                               |
| 87            | Nationwide Building Society                     | 307.45                               |
| 88            | Bank of Shanghai                                | 306.04                               |
| 89            | SEB Group                                       | 305.79                               |
| 90            | La Banque postale                               | 304.88                               |
| 91            | United Overseas Bank                            | 300.68                               |
| 92            | Bank of Jiangsu                                 | 296.58                               |
| 93            | Landesbank Baden-Württemberg                    | 287.99                               |
| 94            | Erste Group                                     | 275.72                               |
| 95            | Industrial Bank of Korea                        | 275.54                               |
| 96            | BayernLB                                        | 266.27                               |
| 97            | Qatar National Bank                             | 259.48                               |
| 98            | China Zheshang Bank                             | 258.63                               |
| 99            | Swedbank                                        | 257.79                               |
| 100           | Raiffeisen Gruppe                               | 256.43                               |

### Bancos por país ou território
| Classificação | País           | Número |
| ------------- | -------------- | ------ |
| 1             | China          | 19     |
| 2             | United States  | 12     |
| 3             | Japan          | 8      |
| 4             | United Kingdom | 6      |
| 4             | France         | 6      |
| 4             | South Korea    | 6      |
| 5             | Canada         | 5      |
| 5             | Germany        | 5      |
| 6             | Australia      | 4      |
| 6             | Brazil         | 4      |
| 7             | Netherlands    | 3      |
| 7             | Singapore      | 3      |
| 7             | Spain          | 3      |
| 7             | Sweden         | 3      |
| 7             | Switzerland    | 3      |
| 8             | Italy          | 2      |
| 9             | India          | 1      |
| 9             | Austria        | 1      |
| 9             | Belgium        | 1      |
| 9             | Denmark        | 1      |
| 9             | Finland        | 1      |
| 9             | Norway         | 1      |
| 9             | Russia         | 1      |
| 9             | Qatar          | 1      |

## Por capitalização de mercado
A lista é baseada no ranking do Relbanks.com em 1º de julho de 2019, onde os dados são derivados de relatórios anuais e demonstrações financeiras das empresas. 
| Classificação | Nome do banco                           | Capitalização de mercado (US$ bilhões) |
| ------------- | --------------------------------------- | -------------------------------------- |
| 1             | JPMorgan Chase                          | 368.78                                 |
| 2             | Industrial and Commercial Bank of China | 295.65                                 |
| 3             | Bank of America                         | 279.73                                 |
| 4             | Wells Fargo                             | 214.34                                 |
| 5             | China Construction Bank                 | 207.98                                 |
| 6             | Agricultural Bank of China              | 181.49                                 |
| 7             | HSBC Holdings PLC                       | 169.47                                 |
| 8             | Citigroup Inc.                          | 163.58                                 |
| 9             | Bank of China                           | 151.15                                 |
| 10            | China Merchants Bank                    | 133.37                                 |
| 11            | Royal Bank of Canada                    | 113.80                                 |
| 12            | Toronto-Dominion Bank                   | 106.61                                 |
| 13            | HDFC Bank                               | 105.9                                  |
| 14            | Commonwealth Bank                       | 99.77                                  |
| 15            | U.S. Bancorp                            | 84.40                                  |
| 16            | Goldman Sachs                           | 78.70                                  |
| 17            | Banco Santander                         | 75.47                                  |
| 18            | Morgan Stanley                          | 73.93                                  |
| 19            | Westpac                                 | 67.84                                  |
| 20            | Mitsubishi UFJ Financial Group          | 66.20                                  |
| 21            | Scotiabank                              | 65.48                                  |
| 22            | PNC Financial Services                  | 63.11                                  |
| 23            | Bank of Communications                  | 61.85                                  |
| 24            | BNP Paribas                             | 59.36                                  |
| 25            | Banco Itaú                              | 56.06                                  |
| 26            | Australia and New Zealand Banking Group | 54.88                                  |
| 27            | National Australia Bank                 | 51.68                                  |
| 28            | Lloyds Banking Group                    | 51.19                                  |
| 29            | Sumitomo Mitsui Financial Group         | 49.85                                  |
| 30            | Bank of Montreal                        | 48.12                                  |
| 31            | UBS                                     | 45.92                                  |
| 32            | ING Group                               | 44.97                                  |
| 33            | Capital One                             | 43.22                                  |
| 34            | The Bank of New York Mellon             | 42.58                                  |
| 35            | China Minsheng Bank                     | 39.13                                  |
| 36            | Banco Bradesco                          | 38.93                                  |
| 37            | China CITIC Bank                        | 38.55                                  |
| 38            | Banco Bilbao Vizcaya Argentaria         | 37.42                                  |
| 39            | Mizuho Financial Group                  | 36.95                                  |
| 40            | Intesa Sanpaolo                         | 36.90                                  |
| 41            | Crédit Agricole                         | 34.89                                  |
| 42            | Canadian Imperial Bank of Commerce      | 34.87                                  |
| 43            | Royal Bank of Scotland                  | 33.95                                  |
| 44            | Barclays                                | 33.26                                  |
| 45            | Credit Suisse                           | 30.75                                  |
| 46            | Nordea                                  | 29.59                                  |
| 47            | Standard Chartered                      | 29.37                                  |
| 48            | KBC Bank                                | 27.40                                  |
| 49            | UniCredit                               | 26.88                                  |
| 50            | Banco do Brasil                         | 23.35                                  |